# Lotus torulosus
Lotus torulosus är en ärtväxtart som först beskrevs av Emilio Chiovenda, och fick sitt nu gällande namn av Adriano Fiori. Lotus torulosus ingår i släktet käringtänder, och familjen ärtväxter. Inga underarter finns listade i Catalogue of Life.